# Tsjecho-Slowaakse Medaille van Verdienste

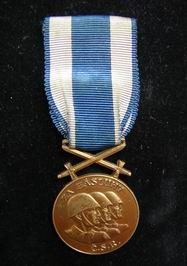
Tsjechoslowaakse Medaille van Verdienste,2e klasse - brons

Baton 1e Klasse – zilver (I. stupně – stříbrná)

Baton 2e Klasse – brons (II. stupně – bronzová)

De Československá medaile za zásluhy (nl: Tsjecho-Slowaakse Medaille van Verdienste) of Československá vojenská medaile za zásluhy (nl: Tsjecho-Slowaakse Militaire Medaille van Verdienste) was een militaire onderscheiding die werd toegekend aan leden van de Tsjecho-Slowaakse krijgsmacht en de krijgsmachten van bevriende staten voor verdiensten buiten de strijd.
De onderscheiding werd ingesteld op 20 april 1943, bij besluit van de regering van de Tsjecho-Slowaakse Republiek, en bevestigd bij decreet nr. 56/1946 Coll. van 23 maart 1946 van de minister van Binnenlandse Zaken. De onderscheiding kon ook worden toegekend aan leden van krijgsmachten van bevriende staten, buitenlandse individuen, militaire eenheden, groepen personen en organisaties.
De onderscheiding kende twee klassen:
- 1e Klasse – zilver (I. stupně – stříbrná)
- 2e Klasse – brons (II. stupně – bronzová)

De medaille werd verleend door de president van de republiek op voorstel van de regering. De uitreiking kon door de president worden toevertrouwd aan de minister van Landsverdediging (Ministr obrany Československa), de minister van Binnenlandse Zaken (Ministr vnitra Československa) of aan hogere militaire commandanten.

## Uiterlijk
De diameter van de medaille is 34 mm. Op de voorzijde staat bovenaan het opschrift Za zásluhy (nl: voor verdienste) en onderaan de afkorting ČSR (Československá Republika (nl: Tsjechoslowaakse Republiek)). Daartussen staat een gestyleerde afbeelding die drie Tsjecho-Slowaakse soldaten voorstelt. Op de keerzijde is een lindetak in een stralenkrans afgebeeld.
De medaille is met een rechte staafophanging bevestigd aan het lint. De staaf is aan de medaille bevestigd met een vaste beugel in de vorm van twee gekruiste zwaarden met een lengte van 23 mm van hetzelfde metaal als de medaille. Het 38 mm lange blauwe lint is 34 mm breed, met twee 8 mm brede witte strepen op 2 mm van de rand. Op het lint van de 1e Klasse medaille is tevens een zilveren vijfpuntige ster aangebracht.